# Gluphisia
Gluphisia is een geslacht van vlinders van de familie tandvlinders (Notodontidae), uit de onderfamilie Notodontinae.

## Soorten
- G. avimacula Hudson, 1891
- G. crenata

Populierentandvlinder Esper, 1785
- G. japonica Wileman, 1911
- G. lintneri Grote, 1877
- G. septentrionis Walker, 1855
- G. severa Edwards, 1886